# Heinrich Müller (Maler, 1903)
Heinrich Müller (* 3. Mai 1903 in Thalwil; † 26. September 1978 in Zürich) war ein Schweizer Maler, Glasmaler, Wandmaler, Grafiker und Kunstpädagoge.

## Leben und Werk
Heinrich Müller war der ältere Bruder des Bildhauers Otto Müller und absolvierte eine Grafiklehre an der Kunstgewerbeschule Zürich. 1921 folgte er seinem Lehrer Ernst Würtenberger an die Staatliche Akademie der Bildenden Künste Karlsruhe. Müller lebte von 1922 bis 1924 in München und von 1925 bis 1933 in Thalwil. Ab 1933 lebte er in Zürich und heiratete im selben Jahr Emma, geborene Möhrle. An der Kunstgewerbeschule Zürich unterrichtete Müller von 1930 bis 1969 am Vorkurs die Fächer Zeichnen, grafische Techniken, Malen und dekoratives Entwerfen.
Müller war Mitbegründer der Künstlervereinigung «Der graphische Kreis» und von 1943 bis 1949 Präsident der Zürcher Sektion der Gesellschaft Schweizerischer Maler und Bildhauer (GSAMBA). Seine Werke stellte er u. a. in Gruppenausstellungen im Kunsthaus Zürich, in der Kunsthalle Bern, im Kunstmuseum Bern, in der Kunsthalle Basel, im Kunstmuseum Luzern, im Aargauer Kunsthaus und im Kunstmuseum Winterthur aus. 1948 erhielt er den Conrad-Ferdinand-Meyer-Preis.